# Heretic Pride
Heretic Pride — одиннадцатый студийный альбом американской инди-рок группы The Mountain Goats из Клермонта (Калифорния). Он был выпущен 18 февраля 2008 года на лейбле 4AD (в Великобритании 18 февраля, а в США — 19 февраля). Это первый альбом, в котором приняли участие Джон Дарниэль, Питер Хьюз и Джон Вурстер. Продюсерами альбома стали Скотт Солтер и Джон Вандерслис.

## История
Согласно Pitchfork, название альбома взято из песни Aura Noir «Black Deluge Night» (найденной на их альбоме 2004 года The Merciless), которая содержит двустишие «Soaring demons now swarm the skies/ In awe and heretic pride» (Парящие демоны теперь роятся в небесах/ В благоговении и еретической гордости).
Для альбома был создан трёхстраничный пресс-кит в виде комикса, в котором Джон Дарниэль дал краткое текстовое описание каждой песни, а автор песен/художник Джеффри Льюис сделал иллюстрации. Эти иллюстрации не вошли в упаковку альбома и были созданы только для промоушена перед выпуском альбома.

## Отзывы
| Совокупная оценка | Совокупная оценка |
| Источник          | Оценка            |
| ----------------- | ----------------- |
| Metacritic        | 74/100            |
| Оценки критиков   |                   |
| Источник          | Оценка            |
| Allmusic          | [ 5 ]             |
| Blender           | [ 6 ]             |
| Crawdaddy!        | (favorable)       |
| The Guardian      | [ 8 ]             |
| NME               | (6/10)            |
| Paste Magazine    | [ 10 ]            |
| Pitchfork         | (8.0/10)          |
| Slant             | [ 12 ]            |
| Sputnikmusic      | [ 13 ]            |
| Twisted Ear       | [ 14 ]            |

Heretic Pride получил положительные отзывы от музыкальных критиков, набрав 74/100 баллов на Metacritic. Критик AllMusic Стив Леггетт оценил альбом на 4 из 5 и отметил, что «Heretic Pride почти идеально структурирован: она начинается с шаркающей „Sax Rohmer, Pt. 1“, за ней следует прекрасная, пронизанная струнными „San Bernardino“, а затем перескакивает в страну Mountain Goat, мир, где обычное сталкивается с необычным, часто в пределах одной-двух строк. Иногда Дарниэль может быть слишком умным, вставляя в песню больше, чем она может выдержать, но в Heretic Pride он по большей части сдерживает эту тенденцию, и в результате получается удивительно доступный и разнообразный альбом, который бьёт по всем нужным кнопкам в нужное время».
Критик The Guardian Мэдди Коста оценил альбом как «13 захватывающих песен, скупо оркестрованных, чтобы сконцентрировать внимание на текстах […] которые становятся все более обволакивающими с каждым прослушиванием». Критик Pitchfork Зак Бэрон поставил альбому оценку 8,0/10, отметив, что он знаменует собой возвращение к ранним альбомам Mountain Goats как в музыкальном, так и в лирическом плане, и похвалил альбом за сбалансированность, заявив: «На каждую яростную декларацию приходится момент неуверенности».
С негативной стороны, Mojo оценил альбом только на 2/5, утверждая, что «отполированные аранжировки Heretic Pride не идут на пользу авторству песен Дарниэлла». Аналогичным образом, несмотря на признание того, что Джон Дарниэль «чудовищно талантливый парень», Slant Magazine критикует альбом за то, что он проходит по старой территории, утверждая, что Дарниэль «уже проходил все эти дюймы раньше», и что «отсутствие всеохватывающей темы, которая питала предыдущих лидеров дискографии Tallahassee и The Sunset Tree через их скучные части, означает, что эти моменты лишают альбом большого импульса и доброжелательности».

## Список композиций
Слова и музыка всех песен — John Darnielle.
| №                   | Название                             | Длительность |
| ------------------- | ------------------------------------ | ------------ |
| 1.                  | «Sax Rohmer #1»                      | 3:41         |
| 2.                  | «San Bernardino»                     | 3:19         |
| 3.                  | «Heretic Pride»                      | 3:43         |
| 4.                  | «Autoclave»                          | 3:34         |
| 5.                  | «New Zion»                           | 2:55         |
| 6.                  | «So Desperate»                       | 3:21         |
| 7.                  | «In the Craters on the Moon»         | 3:32         |
| 8.                  | «Lovecraft in Brooklyn»              | 3:49         |
| 9.                  | «Tianchi Lake»                       | 3:20         |
| 10.                 | «How to Embrace a Swamp Creature»    | 3:27         |
| 11.                 | «Marduk T-Shirt Men's Room Incident» | 3:21         |
| 12.                 | «Sept. 15 1983»                      | 3:43         |
| 13.                 | «Michael Myers Resplendent»          | 2:52         |
| Общая длительность: | Общая длительность:                  | 44:37        |

| №                   | Название            | Длительность |
| ------------------- | ------------------- | ------------ |
| 14.                 | «Toolshed»          | 2:18         |
| Общая длительность: | Общая длительность: | 46:55        |

| №                   | Название            | Длительность |
| ------------------- | ------------------- | ------------ |
| 14.                 | «Last Man on Earth» | 3:56         |
| Общая длительность: | Общая длительность: | 48:33        |